# مداخلهٔ پستی
مداخلهٔ پستی برای بازیابی نامه دیگران با هدف اطمینان از نرسیدن نامه به گیرنده یا جاسوسی از آنها انجام می‌شود.

## آمریکا
آژانس اطلاعات مرکزی (سیا) و اداره تحقیقات فدرال (اف‌بی‌آی) در ۱۲ عملیات گسترده مشترک با هدف زیر نظرگیری گروه‌های کنشگر آمریکایی دست داشته‌اند که نامه‌های آنان را باز کرده و از آنها عکس می‌گرفتند. در یکی از این برنامه‌ها بیش از ۲۱۵،۰۰۰ نامه، باز شدند.
پس از حمله‌های سیاه‌زخم در سال ۲۰۰۱ که به مرگ ۵ نفر منجر شد برنامه ۱۰۰ ساله‌ای به نام "روی نامه" گسترش یافت که کار آن هدف گرفتن کسانی است که مظنون به انجام بزه هستند. از سال ۲۰۰۲ (میلادی) تاکنون، با برنامه ردیابی و کنترل جداسازی نامه، خدمات پستی ایالات متحده آمریکا از بیرون همه نامه‌ها عکس می‌گیرد (نزدیک به ۱۶۰ میلیارد در سال ۲۰۱۲) و آنها را برای هفته‌ها یا ماه‌ها نگه می‌دارد و این اطلاعات را در صورت درخواست پلیس یا دیگر سازمان‌های اجرای قانون، در اختیار آنها می‌گذارد.
با افزایش استفاده مردم از دورنگار و ایمیل، اهمیت نظارت پستی، در برابر نظارت اینترنتی و تلفنی، کاهش می‌یابد. اما شنود پستی، هنوز در برخی موارد، امکانی برای سازمان‌های اطلاعاتی و اجرای قانون است. اگرچه، این روش، عادی نیست و نهادهایی مانند نیروی زمینی ایالات متحده آمریکا برای انجام این کار، نیاز به تاییدیه‌های سطح بالا دارند.

## بریتانیا
بحران جاسوسی پستی در ۱۸۴۴ (میلادی) برای نخستین‌بار، ترس از دست‌رفتن حریم شخصی شهروندان بریتانیا را بر انگیخت. در بریتانیا واحد بازرسی دفتر پست همگانی مسئول رهگیری نامه‌ها بود.